# Sebastes thompsoni
Sebastes thompsoni és una espècie de peix pertanyent a la família dels sebàstids i a l'ordre dels escorpeniformes.

## Descripció
Fa 30 cm de llargària màxima.

## Reproducció
És de fecundació interna i vivípar.

## Alimentació i paràsits
El seu nivell tròfic és de 3,19. Al Japó és parasitat pel copèpode Clavella parva (a les aletes dorsal, caudal i anal) i per Stephanostomum hispidum.

## Hàbitat i distribució geogràfica
És un peix marí, demersal, oceanòdrom i de clima temperat, el qual viu entre 40 i 150 m de fondària al Pacífic nord-occidental: la plataforma continental rocallosa del nord del Japó (com ara, l'illa de Honshu), Corea del Nord, Corea del Sud, el mar del Japó, el mar de la Xina Oriental i la mar Groga. Els juvenils es troben associats amb algues a la deriva.

## Observacions
És inofensiu per als humans, el seu índex de vulnerabilitat és de moderat a alt (55 de 100) i, al Japó, és una espècie important per a la pesca comercial i la recreativa.